# Carlo Schmid Schule Pforzheim
Die Carlo Schmid Schule Pforzheim ist eine staatlich genehmigte und staatlich anerkannte berufsbildende Schule in freier Trägerschaft des Internationalen Bundes in Pforzheim. Sie ging 2009 aus dem IB-Bildungszentrum hervor. Anders als die Vorgängereinrichtung bietet die Carlo Schmid Schule seitdem nicht nur Schularten zum Erwerb des Hauptschulabschlusses an, sondern auch höherwertige Schularten zum Erwerb der Fachschulreife und der Fachhochschulreife. Schulleiterin ist Ursula Heckner-Bisping.
An der Carlo Schmid Schule werden folgende Schularten angeboten:
- Berufsvorbereitungsjahr (BVJ)
- Vorbereitungsjahr Arbeit und Beruf (VAB)
- Berufseinstiegsjahr (BEJ)
- Wirtschaftsschule
- Duales Berufskolleg Fachrichtung Soziales
- kaufmännisches Berufskolleg I und II
- Einjähriges Berufskolleg zum Erwerb der Fachhochschulreife (Sozialpädagogische Richtung)

## Gebäude
Die Carlo Schmid Schule befindet sich seit 2011 im unter Denkmalschutz stehenden Kollmar & Jourdan-Haus, einer im Jugendstil errichteten Schmuckfabrik. Das Gebäude wurde zwischen 1901 und 1910 errichtet und wurde 1977, nach dem Konkurs der Schmuckfirma, in ein Bürogebäude umgewandelt. Im selben Gebäude befinden sich auch die Pforzheim Galerie und das Technische Museum der Stadt Pforzheim.